# غاريقون وهيج
غاريقون وهيج  (الاسم العلمي: Agaricus candescens) هو نوع من الفطريات يتبع جنس الغاريقون من فصيلة الغاريقونية.